# Somló (vignoble)
Pour les articles homonymes, voir Somló.
Somló est une région viticole hongroise située dans le comitat de Veszprém, dans la région naturelle du Bakony.

## Histoire
Les vins de Somló ont une longue et prestigieuse histoire ; on dit même que la renommée de la région a rivalisé avec celle du Tokaj. Son vin figure parmi les médicaments de l'ancienne pharmacopée hongroise (Vinum Somlaianum omni tempore sanum). Aux XVIIIe  et  XIXe siècle, les empereurs et rois Habsbourg d'Autriche et de Hongrie, notamment Marie-Thérèse et Joseph II, auraient plébiscité les vins de Somló. Selon une légende ancienne, répandue mais non corroborée, boire du vin de Somló augmenterait les chances de concevoir des enfants mâles. D'où son surnom : le vin des nuits nuptiales (en hongrois : a nászéjszakák bora).

## Voir aussi

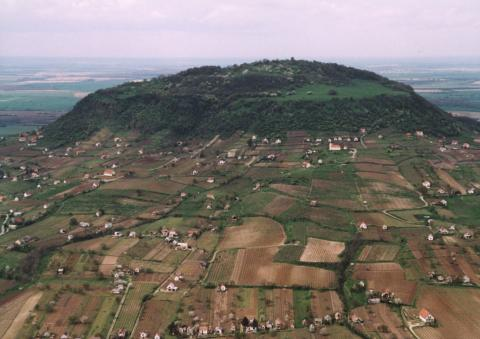
Le mont Somló. Le plateau sommital est sur la commune de Doba.